# Banie (gmina)
Pour les articles homonymes, voir Banie.
Banie est une gmina rurale du powiat de Gryfino, Poméranie-Occidentale, dans le nord-ouest de la Pologne. Son siège est le village de Banie, qui se situe environ 21 km au sud-est de Gryfino et 36 km au sud de la capitale régionale Szczecin.
La gmina couvre une superficie de 205,81 km2 pour une population de 6 425 habitants en 2016.

## Géographie
La gmina inclut les villages de Babinek, Banie, Baniewice, Dłusko Gryfińskie, Dłużyna, Górnowo, Górny Młyn, Kunowo, Lubanowo, Otoki, Parnica, Piaseczno, Piaskowo, Rożnowo, Skotniki, Sosnowo, Swobnica, Trzaski et Tywica.
La gmina borde les gminy de Bielice, Chojna, Gryfino, Kozielice, Myślibórz, Pyrzyce, Trzcińsko-Zdrój et Widuchowa.